# گدیووی
گدیووی (به لاتین: Guédiawaye) یک منطقهٔ مسکونی در سنگال است که در Guédiawaye واقع شده‌است. گدیووی ۱۳ کیلومتر مربع مساحت و ۳۲۹٬۶۵۹ نفر جمعیت دارد.